# آزمایشگاه‌های سپاه سیگنال
آزمایشگاه‌های سپاه سیگنال (انگلیسی: Signal Corps Laboratories) یک مجموعهٔ تحقیق و توسعه وابسته به ارتش ایالات متحده بود که در ۳۰ ژوئن ۱۹۳۰ به‌عنوان بخشی از سپاه سیگنال ارتش ایالات متحده در فورت مونموث، نیوجرسی پایه‌گذاری شد. این مجموعه طی سال‌ها دستخوش تغییراتی در نام خود شد، اما همچنان به‌عنوان سازمان ارائه‌دهندهٔ خدمات تحقیقاتی و توسعه برای سپاه سیگنال ارتش باقی ماند.